# Rue Érard
La rue Érard est une voie située dans le quartier de Picpus du 12e arrondissement de Paris.

## Situation et accès
En sens unique pour les véhicules motorisés, la rue Érard relie la rue de Reuilly (à son extrémité nord-est) à la place du Colonel-Bourgoin (à son extrémité sud-ouest) en croisant la rue Rondelet. Elle constitue la limite nord-ouest de  l'îlot Saint-Éloi.
La rue Érard est accessible par les lignes métro 1 et 8 à la station Reuilly - Diderot.

## Origine du Nom
Elle porte le nom du facteur de pianos et de harpes Sébastien Érard (1752-1831), qui travailla un temps dans le faubourg Saint-Antoine tout proche.

## Historique
Cette voie est l'une des plus anciennes rues du 12e arrondissement. Elle apparaît sur le plan d'Albert Jouvin de Rochefort de 1672 sous le nom de « rue de Ruilly », elle porta le nom de « Petite rue de Reuilly » ou « rue du Bas-Reuilly » à cause du voisinage de la rue de Reuilly. Elle aurait aussi été nommée « Vieille rue des Mousquetaires ». Elle garda le nom de « Petite rue de Reuilly » jusqu'au 24 août 1864, date à laquelle elle prit le nom de « rue Érard ».
Sur le côté nord-ouest de la rue, entre les numéros 9 et 21 actuels, se trouvait le « manoir de Reuilly », longtemps considéré comme un lieu de résidence du roi Dagobert. Ce manoir a été la propriété des Templiers au XIIIe siècle puis des Hospitaliers de l'ordre de Saint-Jean de Jérusalem avant de devenir propriété du roi de France. Il connut par la suite plusieurs autres propriétaires dont, à partir de 1602, M. de Chanteloup, maître d'hôtel du roi.
Sur le côté sud-ouest de la rue, au niveau de l'actuel numéro 12, se trouvait au XVIIIe siècle le couvent des Dames de la Trinité dont les jardins s'étendirent jusqu'à la rue Montgallet.

## Bâtiments remarquables et lieux de mémoire
- Le peintre Jean Feugereux (1923-1992) avait son atelier parisien dans cette rue.
- Aux nos 11-19, les architectes Mario Heymann, Roger Anger et Pierre Puccinelli ont construit, en 1962, trois tours reliées entre elles par des ponts afin d'individualiser l'habitat collectif. Les différentes avancées devaient donner « l'impression d'un empilement de maisons individuelles ».
- Au no 30 vécut Élisabeth Ronget (1899-1980), artiste peintre.
- Au  no 10 a vécu Grégory Chatonsky (1971), artiste.

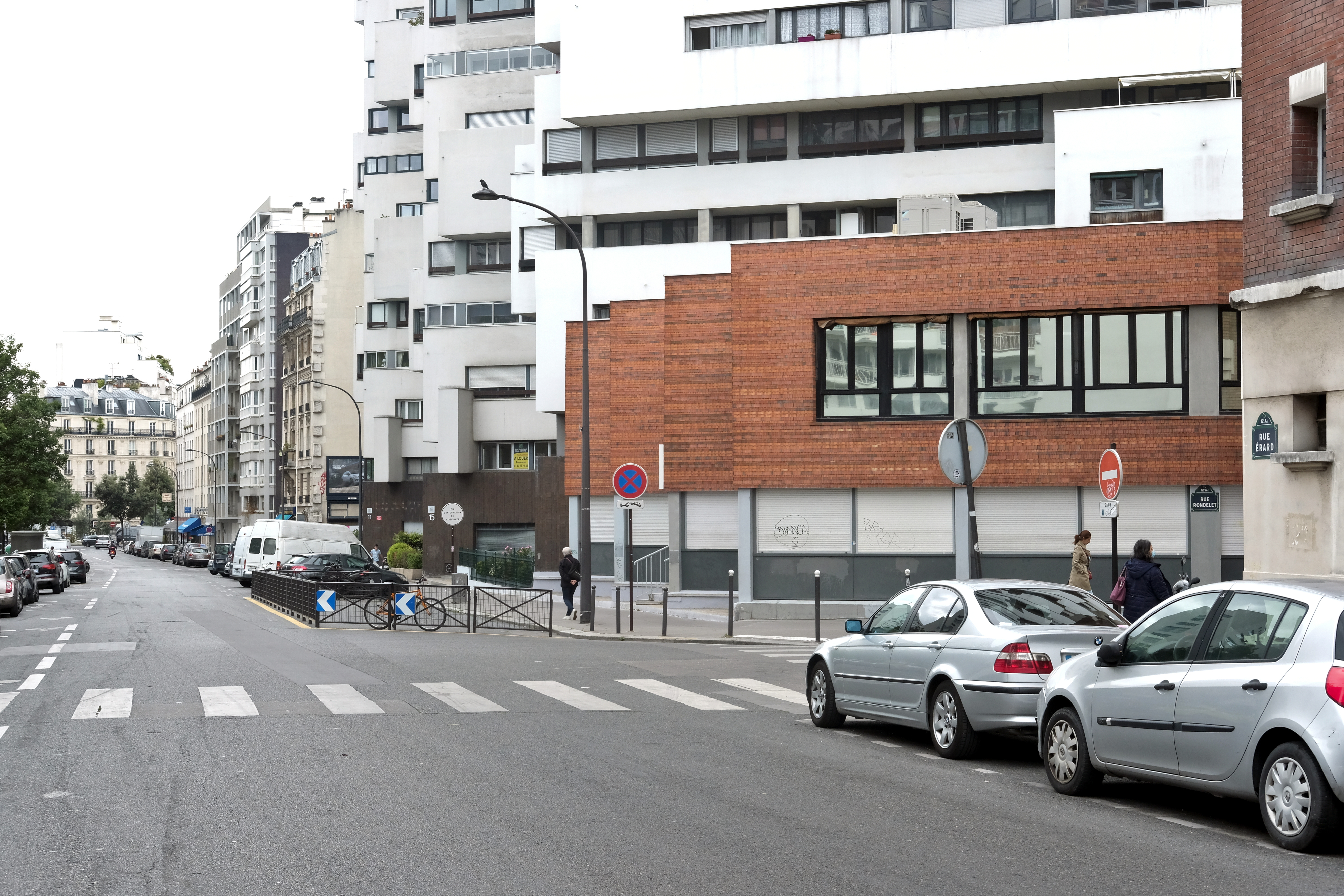
La base des trois tours.
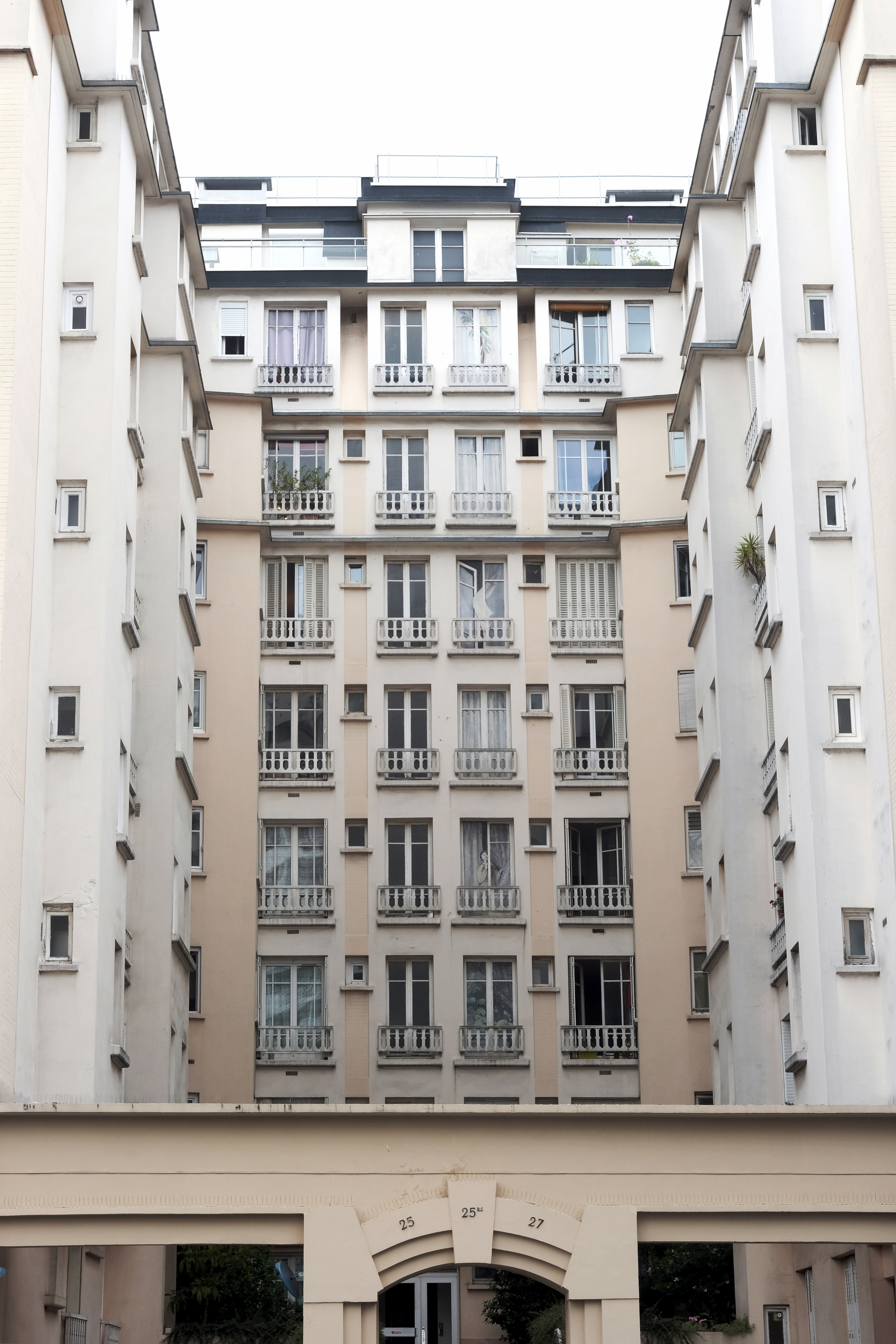
Immeuble n°25, 25bis et 27.